# Aloïs Verbeke
Camille Aloïs Verbeke (Aarsele, 20 december 1834 - Gent, 29 december 1914) was een Belgisch senator.

## Biografie
Aloïs Verbeke was een zoon van de handelaar François Verbeke en van Françoise De Smet. Hij trouwde met Mélanie De Zutter (1833-1915). Ze hadden een zoon en twee dochters. Hun dochter Marie-Louise huwde met een zoon van volksvertegenwoordiger Octave Neef.
Beroepshalve was hij linnenfabrikant. Hij was:
- voorzitter van de Filatures et fileries réunies,
- voorzitter van de Société agricole et industrielle d'Egypte,
- voorzitter van de Etablissements Morel & Verbeke in Gent.

Hij was ook:
- lid van de Studiecommissie over de economische toestand van katoen- en wilweverijen,
- ondervoorzitter van de Hoge raad voor handel en industrie.

In 1892 werd hij liberaal senator voor het arrondissement Oostende en bleef dit tot in 1894. In 1904 werd hij opnieuw verkozen en vervulde het mandaat tot in 1912.